# Hydnocarpus kunstleri
Hydnocarpus kunstleri är en tvåhjärtbladig växtart som först beskrevs av George King, och fick sitt nu gällande namn av Otto Warburg. Hydnocarpus kunstleri ingår i släktet Hydnocarpus och familjen Achariaceae. Utöver nominatformen finns också underarten H. k. tomentosa.